# Выведение (фармакология)

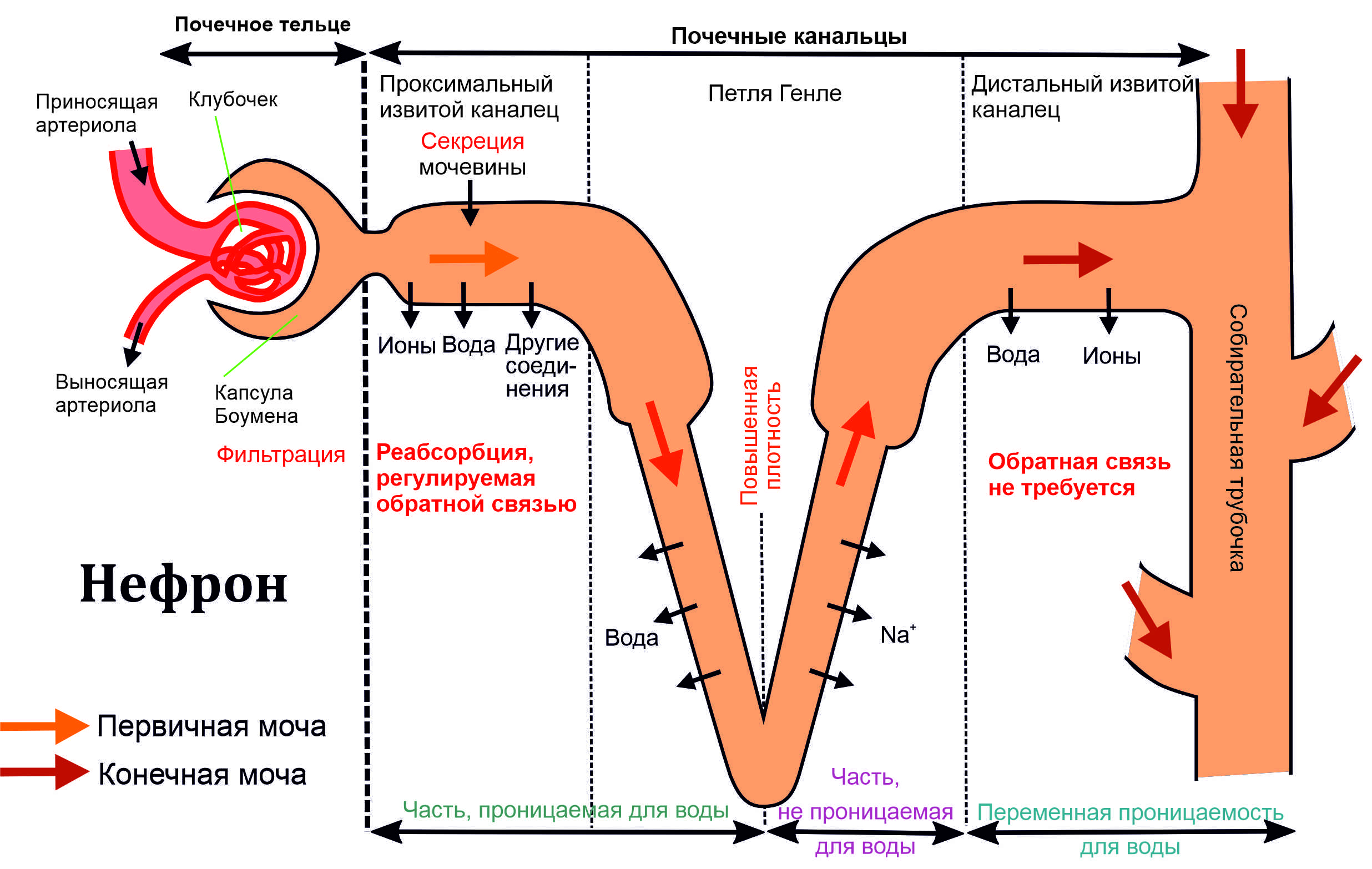

В фармакологии под выведением или экскрецией препарата понимают любой процесс, в результате которого лекарственный препарат выводится (элиминируется) из организма: это может происходить как в неизмененном виде (в виде несвязанных (свободных) молекул), так и в форме метаболитов, прошедших биотрансформацию.

## Органы выведения
Основным органом выведения являются почки, хотя существуют и другие органы, которые осуществляют выведение: печень, кожа, легкие или железистые структуры, такие как слюнные и слёзные железы. Эти органы или структуры используют определенные способы для выведения лекарственного препарата из организма, которые называются путями элиминации:
- Моча;
- Слёзы;
- Пот;
- Слюна;
- Выдыхаемый воздух;
- Молоко;
- Кал;
- Желчь.

Лекарственные препараты выводятся почками путем клубочковой фильтрации и активной канальцевой секреции, проходя те же этапы и используя те же механизмы, что и продукты промежуточного метаболизма. Таким образом, препараты, которые фильтруются клубочками почек, также подвергаются процессу пассивной канальцевой реабсорбции. Клубочковая фильтрация удаляет из организма только те препараты или их метаболиты, которые не связаны с белками плазмы (свободная фракция), а многие другие типы препаратов (например, органические кислоты) активно секретируются. В проксимальных и дистальных извитых канальцах неионизированные кислоты и слабые основания реабсорбируются как активно, так и пассивно. Слабые кислоты выводятся, когда канальцевая жидкость становится слишком щелочной, что снижает пассивную реабсорбцию. Слабые же основания выводятся, когда канальцевая жидкость становится слишком кислой, что снижает пассивную реабсорбцию. Этот механизм используется при лечении отравлений для увеличения выведения препарата. Например, защелачивание мочи вызывает форсированный диурез, что способствует выведению слабой кислоты вместо ее реабсорбции. В ионизированной форме кислота не может проходить через клеточную мембрану обратно в кровоток и выводится с мочой. Закисление мочи оказывает аналогичный эффект на слабоосновные препараты.
В других случаях препараты связываются с желчными кислотами и попадают в кишечник. В кишечнике препарат объединяется с неабсорбированной частью введенной дозы и выводится с калом или может подвергнуться повторному процессу абсорбции, чтобы в конечном итоге быть выведенным почками.
Другие пути выведения менее значимы для элиминации лекарственных средств, за исключением специфических случаев, таких как дыхательные пути для алкоголя или анестетических газов. Особое значение имеет выведение препаратов с грудным молоком. Печень и почки новорожденных недостаточно развиты, поэтому они очень чувствительны к токсическому воздействию препаратов. В связи с этим важно учитывать, может ли препарат выводиться из организма кормящей женщины с грудным молоком, чтобы избежать таких ситуаций.

## Фармакокинетические параметры выведения
Фармакокинетика изучает способы и скорость выведения лекарственных препаратов и их метаболитов различными органами выделительной системы. Скорость выведения прямо пропорциональна концентрации препарата в плазме. Для моделирования фармакокинетических процессов необходимо определить основные понятия, связанные с выведением.

### Период полувыведения
Период полувыведения из плазмы, или период элиминации (период полужизни), — это время, необходимое для выведения 50 % препарата, введенного в организм. Иными словами, это время, за которое концентрация препарата в плазме уменьшается вдвое от исходного уровня.

### Клиренс
Разница в концентрации препарата в артериальной (до того, как он циркулировал по организму) и венозной крови (после того, как он прошел через органы и ткани) отражает количество препарата, которое было выведено/элиминировано организмом. Хотя клиренс может также затрагивать другие органы, помимо почек, он почти синонимичен почечному клиренсу или почечному плазменному клиренсу. Клиренс выражается как объем плазмы, полностью свободный от препарата, за единицу времени и измеряется в единицах объема на единицу времени. Клиренс может быть определен как на организменном уровне (системный клиренс), так и на органном уровне (печеночный клиренс, почечный клиренс и т. д.). Уравнение, описывающее это понятие, выглядит следующим образом:
где {\displaystyle CL_{o}} — скорость клиренса органа; {\displaystyle C_{A}} — концентрация препарата в плазме артериальной крови; {\displaystyle C_{V}} — концентрация препарата в плазме венозной крови; {\displaystyle Q} — кровоснабжение органа.
Каждый орган имеет свои специфические условия клиренса, которые связаны с его механизмом действия.
Скорость почечного клиренса определяется такими факторами, как степень связывания препарата с белками плазмы (препарат фильтруется только в свободной, несвязанной форме), степень насыщения транспортных белков (активная секреция зависит от работы белков-транспортеров, которые могут насыщаться), количество функционирующих нефронов (что подчеркивает значимость таких факторов, как почечная недостаточность).
Поскольку печеночный клиренс является активным процессом, он определяется факторами, влияющими на метаболизм организма, такими как количество функционирующих гепатоцитов, что объясняет значимость печеночной недостаточности в клинической практике.

## Стационарное состояние
Стационарное состояние, или стабильная концентрация, достигается, когда поступление препарата в плазму соответствует скорости его выведения из плазмы. Необходимо рассчитать эту концентрацию, чтобы определить интервал между приемами и количеством препарата, вводимого с каждой дозой при длительном лечении.

## Другие параметры
К другим важным параметрам относятся биодоступность препарата и кажущийся объем распределения.

## Внешние ссылки
- UAlberta.ca, Анимация выделения